# Eddie Kaye Thomas
Eddie Kaye Thomas (New York, 31 ottobre 1980) è un attore e doppiatore statunitense.
Ha raggiunto notorietà internazionale principalmente per l'interpretazione di Paul Finch nella serie cinematografica American Pie, e per il ruolo di Toby Curtis nella serie televisiva Scorpion, andata in onda dal 2014 al 2018.
Impegnato prevalentemente in produzione di genere commedia, è stato protagonista della sitcom Off Centre (2000-2002) nel ruolo dell'insicuro Mike Platt e successivamente, nei panni del vicepreside Jeff Woodcock nella sitcom Til Death - Per tutta la vita, per due stagioni (2006-2008). È conosciuto anche per l'interpretazione di Andy Rosenberg nella trilogia Harold & Kumar. Dal 2005 al 2022 (96 episodi) è stata la voce originale di Barry Robinson, nella serie animata American Dad!.

## Biografia
Eddie Kaye Thomas nasce il 31 ottobre 1980 a New York, nel borgo di Staten Island. Inizia a recitare già alla tenera età di 7 anni e si unisce alla Brooklyn Shakespeare Company, prendendo parte all'opera intitolata Riccardo III all'età di 10 anni. Nel 1992 debutta al Vivian Beaumont Theater nello spettacolo Broadway Four Baboons Adoring the Sun, mentre nel 1997 recita nel ruolo di Peter van Daan nell'opera teatrale Il diario di Anna Frank, affiancato da una giovane Natalie Portman (nel ruolo di Anna Frank) anche lei debuttante.

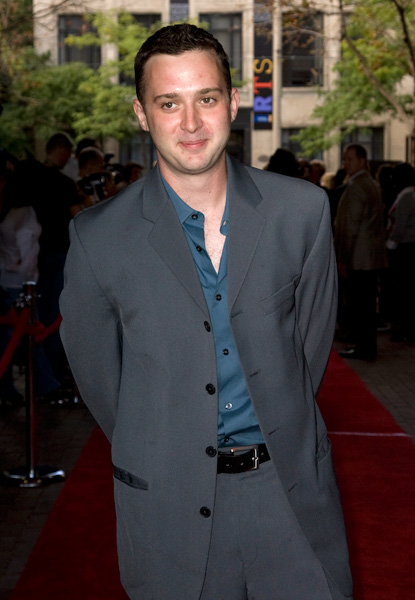
Eddie Kaye Thomas nel 2008.

All'età di 14 anni debutta sul piccolo schermo nella soap opera Una vita da vivere nei panni del giovane Dave, e nello stesso anno viene scelto per interpretare Matt Dorney, nell'episodio The Tale of the Curious Camera della terza stagione della serie televisiva per ragazzi, Hai paura del buio? (progenitore della celebre serie Piccoli brividi). Nel 1996 esordisce al cinema nel film Illtown diretto da Nick Gomez dove interpreta Young Falco, prendendo parte anche in un ruolo minore all'episodio Le antiche monete della serie Law & Order - I due volti della giustizia, mentre un anno dopo recita nel ruolo del giovane studente spagnolo Nat, nella commedia sentimentale Mr. Jealousy.
Nel 1998 recita come figurante nel film Harvest e in un episodio del dramma adolescenziale Felicity, ottenendo un ruolo nel quarto episodio della decima stagione di Law & Order - I due volti della giustizia. Sempre nel 1999 entra nel cast di Carrie 2 - La furia, sequel diretto di Carrie - Lo sguardo di Satana del 1976 diretto da Brian De Palma, ma la sua consacrazione cinematografica avviene con il ruolo di Paul Finch, nella commedia adolescenziale American Pie diretta dai fratelli Paul e Chris Weitz; chiude l'anno entrando nel cast del dramma Black & White, nei panni di Marty King.
Negli anni duemila interpreta Russell Wise nella sitcom adolescenziale Brutally Normal, e viene ingaggiato per un ruolo minore nel ventiduesimo episodio della settima stagione di X-Files, prendendo parte anche ai film Drop Back Ten e Una valigia a 4 zampe. Nel 2001 interpreta Gary Cole nell'episodio Questo non accade dell'ottava stagione di X-Files, calandosi nei panni di Freddy Brody nel film Freddy Got Fingered e ritornando nel ruolo di Paul Finch, in American Pie 2 diretto da James B. Rogers. Dal 2001 al 2002 ricopre il ruolo di Mike Platt nella sitcom Off Centre, ideata dai fratelli Weitz e da Danny Zuker.
Nel 2002 interpreta Adam nel film horror Taboo diretto da Max Makowski e si cala nei panni di Patrick O'Malley, nel dramma L'ultima estate - Ricordi di un'amicizia. L'anno successivo interpreta Jonah Beech, un giocatore d'azzardo incallito nell'episodio Rewind della serie televisiva The Twilight Zone, mentre ricopre un ruolo minore nel quarto episodio della prima stagione di Miss Match e si aggrega al cast di American Pie - Il matrimonio, riprendendo il ruolo di Paul Finch; nello stesso anno prende parte al film Winter Break.

## Filmografia

### Cinema
- Illtown, regia di Nick Gomez (1996)
- Mr. Jealousy, regia di Noah Baumbach (1997)
- Harvest, regia di Stuart Burkin (1998)
- Carrie 2 - La furia (The Rage: Carrie 2), regia di Katt Shea (1999)
- American Pie, regia di Paul Weitz e Chris Weitz (1999)
- Black & White, regia di James Toback (1999)
- Drop Back Ten, regia di Stacy Cochran (2000)
- Una valigia a 4 zampe (More Dogs Than Bones), regia di Michael Browning (2000)
- Freddy Got Fingered, regia di Tom Green (2001)
- American Pie 2, regia di James B. Rogers (2001)
- Taboo, regia di Max Makowski (2002)
- L'ultima estate - Ricordi di un'amicizia (Stolens Summer), regia di Pete Jones (2002)
- American Pie - Il matrimonio (American Wedding), regia di Jesse Dylan (2003)
- Winter Break, regia di Marni Banack (2003)
- American Trip - Il primo viaggio non si scorda mai (Harold & Kumar Go to White Castle), regia di Danny Leiner (2004)
- Dirty Love - Tutti pazzi per Jenny (Dirty Love), regia di John Mallory Asher (2005)
- Neo Ned, regia di Van Fisher (2005)
- Wasted, regia di Matt Oates (2006)
- Fifty Pills, regia di Theo Avgerinos (2006)
- Che bel pasticcio (Kettle of Fish), regia di Claudia Myers (2006)
- Appuntamento al buio (Blind Dating), regia di James Keach (2006)
- On the Road with Judas, regia di J.J. Lask (2007)
- Harold & Kumar - Due amici in fuga (Harold & Kumar Escape from Guantanamo Bay), regia di Jon Hurwitz e Hayden Schlossberg (2008)
- Nick & Norah - Tutto accadde in una notte (Nick and Norah's Infinite Playlist), regia di Peter Sollett (2008)
- Venus & Vegas, regia di Demian Lichtenstein (2010)
- Harold & Kumar - Un Natale da ricordare (A Very Harold & Kumar Christmas), regia di Todd Strauss-Schulson (2011)
- American Pie: Ancora insieme (American Reunion), regia di Jon Hurwitz e Hayden Schlossberg (2012)
- Petunia, regia di Ash Christian (2012)
- Alex & The List, regia di Harris Goldberg (2017)

### Televisione
- Una vita da vivere (Once Life to Live) – serie TV, 1 episodio (1994)
- Hai paura del buio? (Are You Afraid of the Dark?) – serie TV, episodio 3x09 (1994)
- Felicity – serie TV, episodio 1x06 (1998)
- Law & Order - I due volti della giustizia (Law & Order) – serie TV, episodi 7x04-10x04 (1996-1999)
- Brutally Normal – serie TV, 7 episodi (2000)
- X-Files (The X-Files) – serie TV, episodi 7x22-8x14 (2000-2001)
- Off Centre – serie TV, 28 episodi (2001-2002)
- The Twilight Zone – serie TV, episodio 1x27 (2003)
- Miss Match – serie TV, episodio 1x04 (2003)
- CSI - Scena del crimine (CSI: Crime Scene Investigation) – serie TV, episodio 4x22 (2004)
- Wonderfalls – serie TV, episodio 1x06 (2004)
- Weekends – film TV (2004)
- Quel lupo mannaro di mio marito – film TV (2007)
- Spellbound – film TV (2007)
- Til Death - Per tutta la vita (Til Death) – serie TV, 40 episodi (2006-2008)
- Good Behavior – film TV (2008)
- The Forgotten – serie TV, episodio 1x14 (2010)
- Issues – serie TV (2011)
- How to Make It in America – serie TV, 16 episodi (2010-2011)
- Code Name: Geronimo – film TV (2012)
- Paige A Day – serie TV (2014)
- Inside Amy Schumer – serie TV, episodio 2x03 (2014)
- Things You Shouldn't Say Past Midnight – serie TV, 5 episodi (2014)
- Scorpion – serie TV, 93 episodi (2014-2018)
- Memorie infrante (Shattered Memories), regia di Chris Sivertson – film TV (2018)
- This Is Us – serie TV, episodio 3x16 (2019)
- Outmatched – serie TV, episodio 1x08 (2020)
- Law & Order - Unità vittime speciali (Law & Order: Special Victims Unit) – serie TV, episodio 21x19 (2020)
- Prodigal Son – serie TV, episodio 2x13 (2021)

### Cortometraggi
- Sweet Friggin' Daisies, regia di Jesse Wigutow (2002)
- Rough Sext, regia di Mike Damus (2011)

### Doppiatore
- I Griffin – serie TV, 10x16 (2012)
- American Dad! – serie TV, 96 episodi (2005-2022)

## Premi e riconoscimenti
Young Hollywood Awards
- 2000 – Best Ensemble Cast per American Pie

## Doppiatori italiani
Nelle versioni in italiano dei suoi lavori, Eddie Kaye Thomas è stato doppiato da:
- Alessandro Tiberi in American Pie - Il primo assaggio non si scorda mai, American Pie 2, American Pie: Il matrimonio, Dirty Love, American Trip - Il primo viaggio non si scorda mai, American Pie: Ancora insieme
- Paolo Vivio in Til Death - Per tutta la vita, Scorpion, How to Make It in America
- Emiliano Coltorti in L'ultima estate - Ricordi di un'amicizia, Appuntamento al buio, Off Centre
- Corrado Conforti in Law & Order - I due volti della giustizia
- Stefano Onofri in CSI - Scena del crimine
- Francesco Pezzulli in Carrie 2 - La furia
- Matteo Brusamonti in Memorie infrante
- Nanni Baldini in Black and White
- Alessandro Parise ne La fantastica signora Maisel